# Château de Rambervillers
Le château épiscopal de Rambervillers est un ancien château épiscopal situé à Rambervillers, en France.

## Localisation
Compris au sein de la commune de Rambervillers, le monument est situé rue du Château dans le département des Vosges en région Grand Est. 

## Historique
Au XVIIe siècle, pendant la guerre de Trente Ans, le bâtiment subit des dommages partiels et fut négligé par la suite après l'annexion de Rambervillers à la Lorraine en 1718. Seuls la conciergerie et la tour de l'ancienne porterie subsistent à ce jour.

## Protection
La tour subsistante de l'ancienne porterie, construite au XVe siècle, est inscrite au titre des monuments historiques par arrêté du 23 juin 1988.